# Qishuyan
Qishuyan är ett stadsdistrikt i Changzhous stad på prefekturnivå i Jiangsu-provinsen i östra Kina. Det ligger omkring 120 kilometer öster om provinshuvudstaden Nanjing.